# Ibiza (2019.)
Ibiza je francuska filmska komedija iz 2019. Radnja filma vrti se oko francuske obitelji koja odlazi na odmor u Ibizu i doživljava niz zanimljivih događaja.

## Radnja
Stari podijatar Philippe želi samo jednu stvar: miran život. Njegova druga supruga Carole ima velikih problema sa sinom Julienom, pa mu Philippe obeća da može izabrati kamo će ići na odmor ako maturira. Julien odabere Ibizu, ali odmor će biti sve, samo ne miran, na Philippeov užas...

## Uloge
- Christian Clavier kao Philippe
- Mathilde Seigner kao Carole
- Leopold Buchsbaum kao Julien
- Pili Groyne kao Manon
- Lola Aubrière kao Tara
- Monique Martial kao Philippeova majka
- Philippe Laudenbach kao Philippeov otac